# Kroon van Gondor
In J.R.R. Tolkiens fictieve wereld Midden-aarde is de kroon van Gondor het teken van koningschap van het rijk Gondor.
De kroon leek op een Númenoriaanse helm. Hij had twee vleugels van zeevogels aan weerszijden. Deze vleugels symboliseerden de koningen die over de zee naar Midden-aarde waren gekomen. Op de kroon stonden zeven diamanten.
De eerste kroon was de helm die Isildur had gedragen tijdens de oorlog van Het Laatste Bondgenootschap tegen Sauron. De kroon ging waarschijnlijk verloren toen Isildur sneuvelde tijdens de Ramp van de Irisvelden. Koning Atanatar liet tijdens zijn heerschappij een nieuwe kroon maken. Traditioneel gezien gaf de koning zijn kroon aan zijn erfgenaam voordat hij stierf. Als dit niet het geval was, moest de erfgenaam de kroon zelf uit het graf van de koning halen. In het jaar 2050 van de Derde Era werd koning Eärnur uitgedaagd door de heer van de Nazgûl. Hij reed naar hun stad Minas Morgul en werd nooit meer teruggezien. De kroon lag nog in het graf van zijn vader Earnil II en bleef daar liggen omdat Gondor vanaf dat moment werd bestuurd door stadhouders.
Voordat Aragorn aan het einde van de derde Era koning werd, haalde stadhouder Faramir de kroon uit het graf van Earnil. Aragorn pakte de kroon en zei:
"Et Eärello Endorenna utúlien. Simone maruvan ar Hildinyar tenn' Ambar-metta!"
Dit waren oorspronkelijk de woorden die Elendil gebruikte toen hij de rijken Arnor en Gondor stichtte, het betekent: "Vanuit de grote zee ben ik naar Midden-aarde gekomen. Op deze plaats zal ik blijven, en mijn erfgenamen, totdat de wereld zal vergaan".
Vervolgens zette Gandalf de kroon op Aragorns hoofd en werd hij koning van de verenigde rijken Arnor en Gondor. Voor Aragorns dood in het jaar 120 van de Vierde Era, gaf hij de kroon samen met de Elendilmir en de scepter van Annúminas aan zijn zoon en erfgenaam Eldarion.